# Ærø
Ærø (do dinamarquês Ær = ácer e Ø = ilha) é uma das ilhas dinamarquesas no Mar Báltico, parte da região da Dinamarca do Sul. A ilha esteve até recentemente dividida em dois municípios: a parte ocidental da ilha constituía o município de Ærøskøbing e a parte oriental, o município de Marstal.  Em 1 de Janeiro de 2006, fundiram-se, formando o município de Ærø.
- População: 6863 (total da ilha em 2006); 6873 (município)
- Área: 88 km² (ilha); 91 km² (município)
- Extensão da linha costeira: 167 km

Na ilha há vestígios arqueológicos que provam a ocupação humana desde pelo menos 8000 a.C.